# La Marseillaise de 1884
La Marseillaise de 1884 est une chanson écrite à la fin du XIXe siècle par Achille Butruille.

## Paroles
I

Pour défendre nos colonies,

L'honneur français, notre drapeau,

Nous vous quittons, mères chéries,

Nous partons, tous, sur ce vaisseau (bis)

Ne pleurez pas : non point de larmes !

Vos fils vont, en pays lointain,

Venger l'affront fait au Tonkin ;

L'affront se venge par les armes !

Refrain

Debout, soldat français ! Nous serons triomphant !

Partons ! (bis) La République appelle ses enfants !

II

Depuis l'heure des avanies,

La France a lavé son drapeau :

Plus de Traitres, plus d'infamies !

Marchons sous l’étendard nouveau ! (bis)

Courage au cœur, ô jeune France !

Que ta valeur dans les combats

Marque en hauts faits tes premiers pas,

En attestant notre puissance !

III

Voici qu'un rayon d'espérance

Luit sur nos vastes horizons,

Et les ennemis de la France

Reculent devant nos canons ! (bis)

Peuple français que la victoire

Déchire le voile de deuil

Qui recouvrait dans un cercueil

Ton noble front fait pour la gloire !

IV

Si, sur cette terre étrangère,

Nous devons verser notre sang,

Nous attendrons l'heure dernière

En Français dignes de leur rang ! (bis)

O France, alors, dans la mémoire,

Gardes un fidèle souvenir

A tes fils qui surent mourir

Au loin, pour ton nom, pour ta gloire !